# Хенигсдорф
Хенигсдорф (њем. Hennigsdorf) град је у њемачкој савезној држави Бранденбург. Једно је од 19 општинских средишта округа Оберхафел. Према процјени из 2010. у граду је живјело 25.729 становника. Посједује регионалну шифру (AGS) 12065136.

## Географски и демографски подаци
Хенигсдорф се налази у савезној држави Бранденбург у округу Оберхафел. Град се налази на надморској висини од 33 метра. Површина општине износи 31,3 km². У самом граду је, према процјени из 2010. године, живјело 25.729 становника. Просјечна густина становништва износи 822 становника/km².

## Међународна сарадња
| Мјесто             | Држава | Врста сарадње | Од    |
| ------------------ | ------ | ------------- | ----- |
| Срода Вјелкополска | Пољска | контакт       | 2007. |
| Извор              |        |               |       |